# Uhrturm (Wawel)

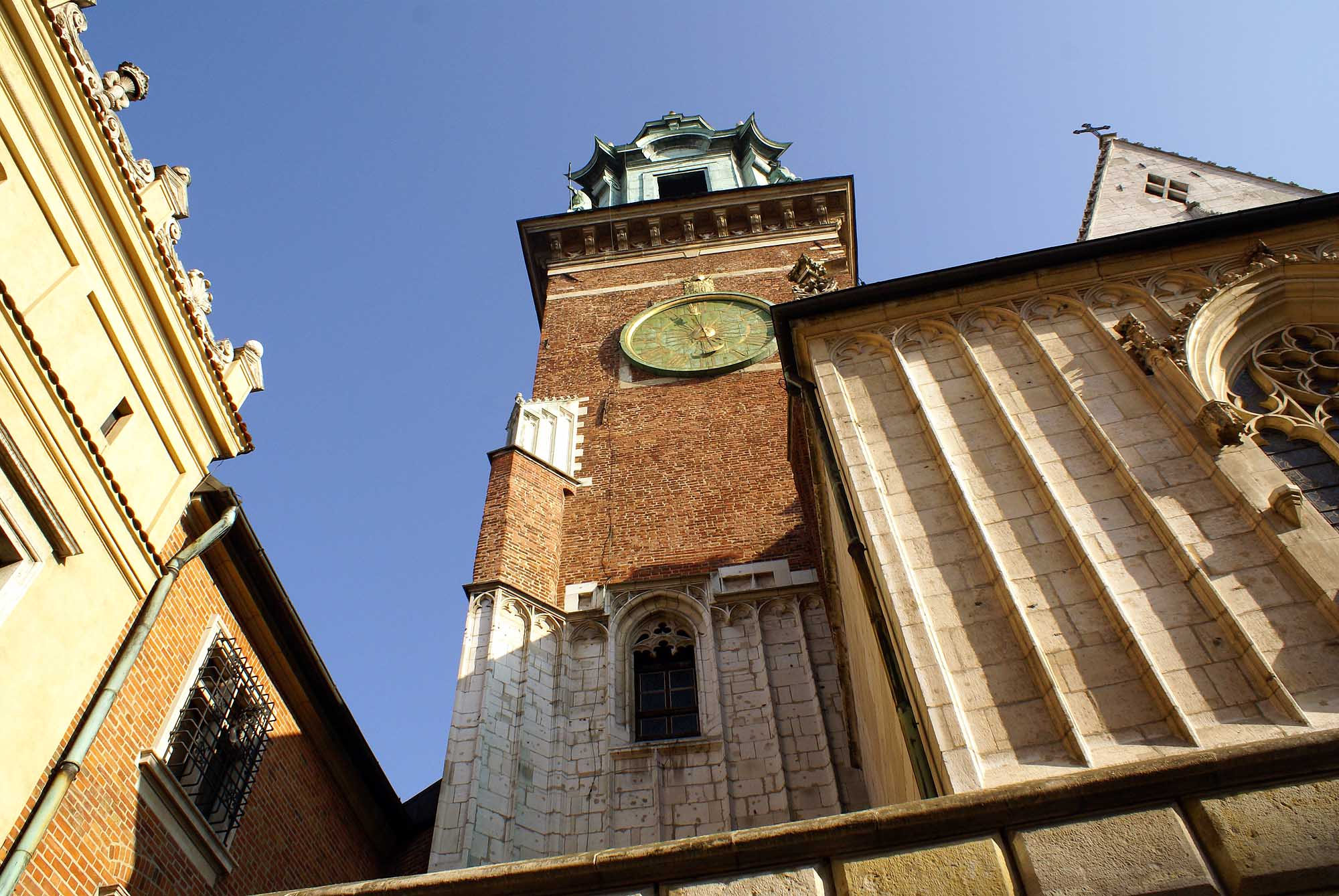
Blick von Süden

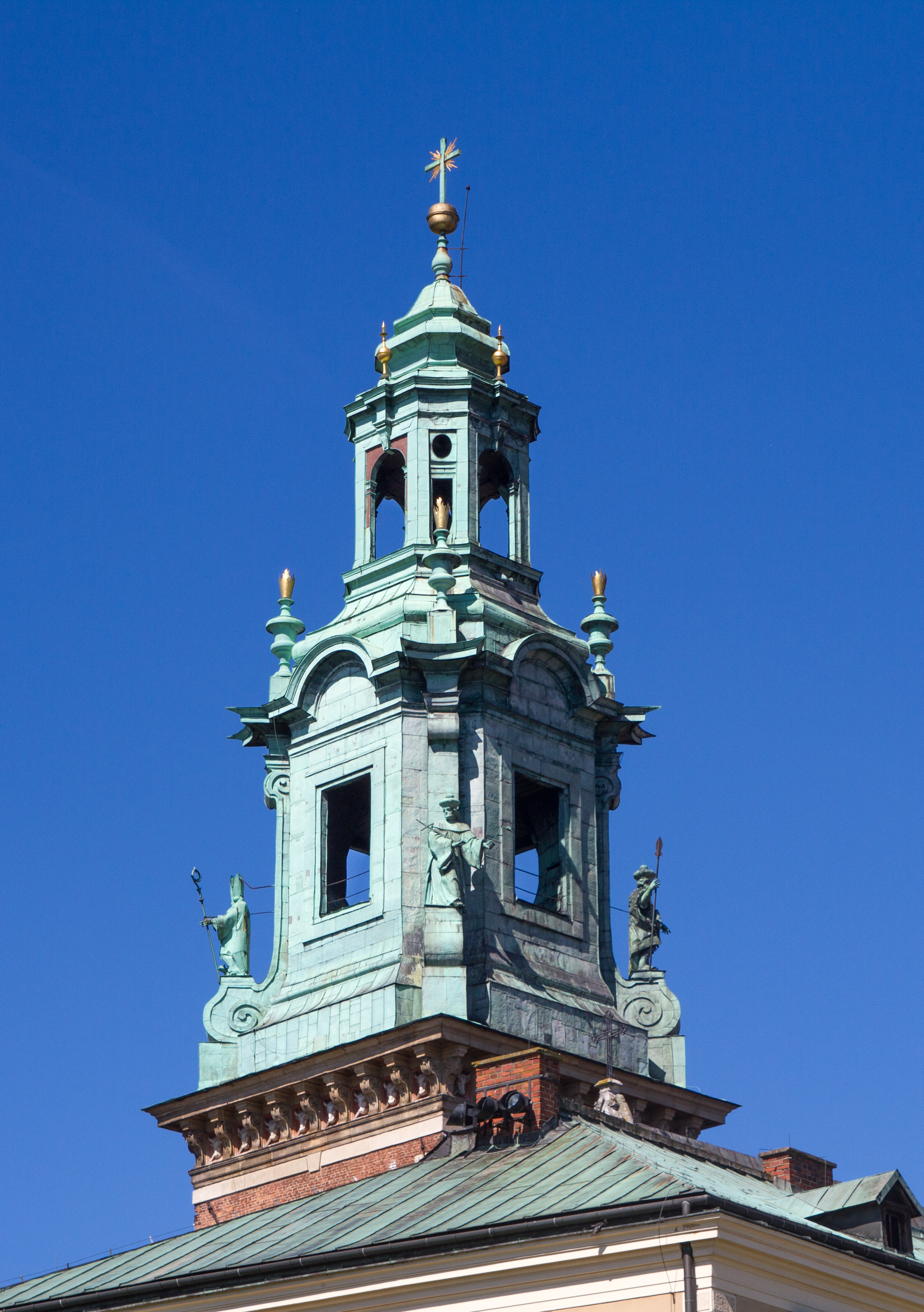
Turmhelm

Der Uhrturm, auch Salomonturm (polnisch Wieża Zegarowa), ist ein Uhrturm auf dem Krakauer Wawelhügel in barockem Baustil. Der Turm ist der höchste Turm auf dem Wawel und war bereits Teil der Zweiten Kathedrale auf dem Wawel, der sogenannten Herman-Kathedrale, die auf Ladislaus Herman zurückgeht und im 11. Jahrhundert entstand. 

## Beschreibung
Der Uhrturm brannte im 14. Jahrhundert ab, erhalten blieben jedoch die Fundamente aus Kalkstein. Daraufhin wurde der obere Teil im Stil der Backsteingotik unter König Kasimir dem Großen wieder aufgebaut. Der Bau wurde nach dem Tod des Königs zunächst eingestellt und bis 1522 vom Domherrn Jan Salomonowicz zu Ende gebracht. 1677 wurde der Turm von Bischof Andrzej Trzebicki weiter erhöht und mit einem Turmhelm mit zwölf goldenen Schwänen gekrönt. Der Turmhelm wurde 1703 bei einem Sturm zerstört und viel auf das Dach des Kirchenschiffs, das er ebenfalls beschädigte. Bischof Kazimierz Łubieński ließ den Turmhelm von Kacper Bażanka in den Jahren 1715–1716 rekonstruieren. Am Turmhelm wurden vier Heiligenstatuten aufgestellt: Kasimir, Wenzel, Stanislaus und Adalbert. Im Erdgeschoss des Turms befindet sich die Grabkpelle de Czartoryski sowie der Eingang zu den Königskrypten. 

## Uhren
Die erste Uhr im Stil der Renaissance wurde 1521 an dem Turm angefügt. Sie wurde 1602 durch eine frühe Barockuhr ersetzt. Das heutige Uhrwerk stammt von 1680. Es trägt das Wappen des Bischofs Andrzej Trzebicki. Das Uhrwerk wurde 1899 erneuert.